# Белый, Андрей Анисимович
Андрей Анисимович Белый (белор. Андрэй Анісiмавіч Белы; род. 17 июня 1922 — 17 июня 2011) — Герой Советского Союза, командир взвода связи 685-го стрелкового полка 193-й стрелковой дивизии 65-й армии Центрального фронта, младший лейтенант.

## Биография
Родился 17 июня 1922 года в деревне Новинки ныне Калинковичского района Гомельской области Белоруссии, в семье крестьянина. Белорус.
Образование среднее специальное: окончил курсы учителей начальных классов. Работал учителем.
В Красной Армии с 1941 года. Окончил Сталинградское военное училище связи в декабре 1941 года. На фронте Великой Отечественной войны с апреля 1942 года. Командир взвода связи 685 стрелкового полка (193 стрелковая дивизия 65 армия, Центральный фронт) младший лейтенант Белый А. А., получил задачу в ночь на 16 октября 1943 года установить и поддерживать связь с ротами, захватившими плацдарм на берегу Днепра в районе городского посёлка Лоев Гомельской области. Вместе с взводом успешно переправился на самодельных плотах через реку, умело распределил силы и средства и обеспечил бесперебойную связь командира батальона с плацдармом, за что был представлен к награде Героя Советского Союза.
После войны А. А. Белый продолжал службу в армии. С 1967 года подполковник Белый А. А. — в запасе.
Жил и до ухода на заслуженный отдых работал в городе Лобня Московской области.
Скончался 17 июня 2011 года. Похоронен в Лобне на Краснополянском кладбище.

## Награды
- Указом Президиума Верховного Совета СССР от 30 октября 1943 года за образцовое выполнение боевых заданий командования на фронте борьбы с немецко-фашистскими захватчиками и проявленные при этом мужество и героизм младшему лейтенанту Белому Андрею Анисимовичу присвоено звание Героя Советского Союза с вручением ордена Ленина и медали «Золотая Звезда»[2].
- орденом Ленина
- Два орденами Отечественной войны 1 степени
- медали.